# Jan Mandijn

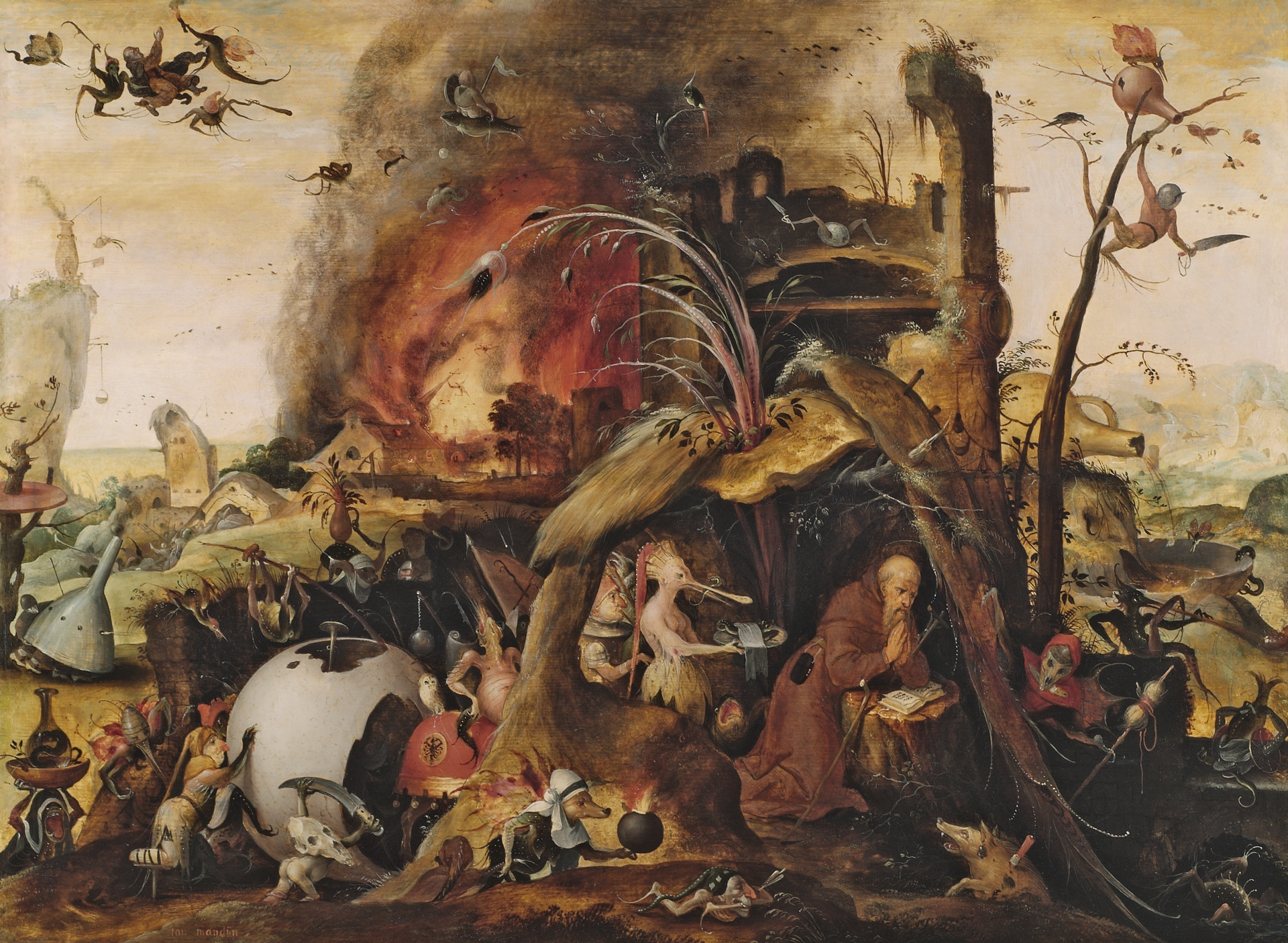
La tentazione di Sant'Antonio, 1550.

Jan Mandijn, noto anche con la grafia del cognome Mandyn (Haarlem, 1502 – Anversa, 1560), è stato un pittore fiammingo.

## Biografia
Verso il 1530 si trasferì ad Anversa, dove si specializzò in opere ricche di figure bizzarre derivate dallo stile di Hieronymus Bosch, assieme a Pieter Huys (le cui opere sono state spesso confuse tra i due). 
Secondo Van Mander fu maestro di Gillis Mostaert e secondo RKD anche di Bartholomeus Spranger.